# Miguel Luís
Miguel Mariz Luís (ur. 27 lutego 1999 w Coimbrze) – portugalski piłkarz występujący na pozycji pomocnika w greckim klubie Panetolikos GFS. Wychowanek Académiki, w trakcie swojej kariery grał także w takich zespołach, jak Sporting CP, Vitória Guimarães oraz Raków Częstochowa. Młodzieżowy reprezentant Portugalii.